# Tanycarpa bicolor
Tanycarpa bicolor är en stekelart som först beskrevs av Christian Gottfried Daniel Nees von Esenbeck 1812.  Tanycarpa bicolor ingår i släktet Tanycarpa och familjen bracksteklar. Inga underarter finns listade i Catalogue of Life.